# Panaspis helleri
Espèce
Synonymes
- Siaphos meleagris helleri Loveridge, 1932
- Lygosoma helleri (Loveridge, 1932)

Statut de conservation UICN

 LC  : Préoccupation mineure
Panaspis helleri est une espèce de sauriens de la famille des Scincidae.

## Répartition
Cette espèce est endémique de la chaine du Rwenzori en République démocratique du Congo et en Ouganda.

## Étymologie
Cette espèce est nommée en l'honneur d'Edmund Heller (1875-1939).

## Publication originale
- Loveridge, 1932 : New Races of a Skink (Siaphos) and Frog (Xenopus) from the Uganda Protectorate. Proceedings of the Biological Society of Washington, vol. 45, p. 113-115 (texte intégral)